# Aiwaterí
Aiwaterí (Aiuateri, Hauateri), naziv za skupinu neakulturiranih Yanomami Indijanaca, srodih Shirianáma, naseljenih u nekoliko sela duž rijeka Mapulau i Tototobi u južnoj Venezueli (država Amazonas) i sjevernom dijelu susjednog Brazila u državi Amazonas i možda Roraimi.